# NGC 1310
NGC 1310 je galaksija u zviježđu Kemijska peć.

## Vanjske poveznice
- SEDS: NGC 1310